# Jan Popiel
Jan Valdemar Popiel (Virum, 9 ottobre 1947) è un ex hockeista su ghiaccio canadese.
Di origini danesi è fratello minore di Poul, anch'egli giocatore di hockey su ghiaccio.

## Carriera
Jan Popiel nacque in Danimarca, tuttavia la famiglia nel 1951 si trasferì in Canada a St. Catharines. Iniziò a giocare a hockey su ghiaccio con i Georgetown Midgets, e nel 1964 fu scelto in occasione dell'NHL Amateur Draft in decima posizione assoluta dai Chicago Black Hawks, senza aver tuttavia l'occasione di esordire in National Hockey League.
Dopo aver concluso la stagione 1966-67 in OHA Popiel non giocò l'anno successivo per completare gli studi. Esordì fra i professionisti nel 1968 disputando due stagioni nella Eastern Hockey League con le maglie di Salem e Greensboro. Nel 1970 si trasferì in un'altra lega minore, la Central Hockey League giocando due campionati con i Tulsa Oilers.
Nel 1972 fu scelto dai Chicago Cougars per esordire nella nuova lega professionistica, la World Hockey Association, nata come concorrente della NHL. Rimase a Chicago fino allo scioglimento della franchigia nel 1975, giocando l'anno successivo a Denver e a Houston. Popiel si ritirò dall'attività agonistica al termine della stagione 1976-77.

## Palmarès

### Individuale
- WHA All-Star Game: 1

1973